# 登瀛站
登瀛站是青岛地铁4号线的地铁车站，位于中华人民共和国山东省青岛市崂山区崂山路与鱼水路交叉口南侧，于2022年12月26日开通。

## 车站结构
登瀛站位于崂山路与鱼水路交叉口南侧，沿崂山路路南设置，呈东西走向，为地下三层岛式站台车站，车站长160米，标准段宽20.5米，车站地下一层为站厅层，地下二层为设备层，地下三层为站台层，站台设置全高站台门。
| 地面              | 出入口 | C出入口                                                                                                 |
| 地下一层          | 站厅   | 客服中心、自动售票机、验票机                                                                            |
| 地下二层          | 设备   | 车站设备                                                                                                |
| 地下三层          | 站台   | \| \| \| 4号线往人民会堂（段家埠） \| \| 島式 · 開左邊车门 \| \| \| \| \| \| 4号线往大河东（終點站） \| |
|                   |        | 4号线往人民会堂（段家埠）                                                                               |
| 島式 · 開左邊车门 |        | |
|                   |        | 4号线往大河东（終點站）                                                                                 |

## 出入口
登瀛站目前仅开放1个出入口，各出口及周围设施如下所示：
| 编号                | 指示       | 建议前往的目的地   | 图片 |
| ------------------- | ---------- | ------------------ | ---- |
| C · 出口 · （设有） | 崂山路(南) | 青岛地铁登瀛车辆段 |      |
| 图例： 设有         |            |                    |      |

## 接驳交通

### 公交车
- 岭西：37路，37路区间线，37路栲栳岛区间，39路，113路，304路，630路

## 车站历史
本站工程名为西登瀛站，正式站名为登瀛站，以车站所处的登瀛社区命名。
- 2021年12月2日，车站主体结构封顶[2]。
- 2022年12月26日，车站随4号线通车开通[1]。